# Dividende
Pour les articles homonymes, voir Dividende (homonymie).
Un dividende est un versement fait par une entreprise d'une partie de ses bénéfices à ses actionnaires. La distribution de dividendes revêt à la fois des aspects financiers et des aspects juridiques.
Les théories économiques et financières sur les dividendes convergent internationalement, mais les modalités juridiques varient d'un pays à un autre. Ainsi, en France, ce sont les actionnaires réunis en assemblée générale qui décident du versement des dividendes, tandis qu'au Canada, ce sont ordinairement les membres du conseil d'administration, sauf convention unanime des actionnaires ou disposition contraire des statuts.

## Aspects financiers

### Intérêt général
Le paiement de dividendes peut permettre d'augmenter l'argent disponible pour les investissements à condition que les bénéficiaires de ces dividendes les réinvestissent. Mais ce système est parfois critiqué car il repose sur la liberté des actionnaires de décider quoi faire de l'argent reçu en dividende. Les dividendes peuvent également limiter la croissance de l'entreprise. Par ailleurs, avec des actionnaires étrangers, ils provoquent l'illusion d'une fuite de capitaux (mais en réalité, l'actionnaire étranger a apporté des capitaux étrangers supérieurs au montant du dividende lors de l'acquisition de sa participation).
En bourse, le dividende est un signal économique de la santé d'une entreprise, qui fait monter ou descendre le cours de son action. Un dividende élevé n'est pas forcément perçu positivement, notamment parce qu'il arrive que des entreprises en difficulté paient de forts dividendes.

### Politiques de distribution de dividendes
Selon les pays, les entreprises et la conjoncture, les politiques de distribution de dividendes peuvent varier : ainsi, les entreprises américaines devraient distribuer environ 914 milliards de dollars en 2014 en rachats d’actions et dividendes, ce qui équivaut à 95 % des bénéfices estimés des entreprises du S&P 500, selon les calculs de Bloomberg et S&P Dow Jones Indices. Les dividendes et rachats ont représenté en moyenne 85 % du total des résultats du S&P 500, depuis 1998, en excluant les années de crise de 2001 et 2008. En Europe par contre, les dividendes et rachats d’actions représentent grosso modo 65 % des résultats, selon Amundi. Un sondage montre cependant qu'en 2014 une part grandissante des investisseurs préfèreraient que les entreprises utilisent une plus grande part de leurs profits à investir.
| Année              | Montant (Mds €) | Taux de distribution |
| ------------------ | --------------- | -------------------- |
| 2006               | 41,8            | 40,2 %               |
| 2007               | 43,6            | 41,6 %               |
| 2008               | 38,6            | 43,8 %               |
| 2009               | 35,8            | 58,5 %               |
| 2010               | 39,9            | 47,1 %               |
| 2011               | 36,9            | 44,9 %               |
| 2012               | 37,5            | 56,3 %               |
| 2013               | 39,2            | 54,4 %               |
| 2014 (estimations) | 38,9            | 49,3 %               |

On observe que lorsque les bénéfices chutent (en 2008-2009 par exemple), les sociétés augmentent leur taux de distribution pour maintenir le dividende par action ou atténuer sa baisse.

### Modèle de Lintner de politique de distribution des dividendes
Le modèle dit que les dividendes sont payés en fonction de deux facteurs. Le premier est la valeur actuelle nette des bénéfices, une valeur plus élevée indiquant des dividendes plus élevés. La seconde est la pérennité des bénéfices ; en d’autres termes, une société peut augmenter ses bénéfices sans augmenter ses distributions de dividendes jusqu’à ce que les dirigeants soient convaincus qu’elle continuera à maintenir un tel niveau de bénéfices.
Le modèle utilise ensuite deux paramètres, le ratio de distribution cible et la vitesse à laquelle les dividendes actuels s’ajustent à cette cible :
```
  

  

    

      

        

          

            

              

                

                  
D

                  

                    
t

                  

                

              

              

                

                
=

                

                  
D

                  

                    
t

                    
−

                    
1

                  

                

                
+

                
ρ

                
⋅

                

                  
(

                  

                    

                      
D

                      

                        
t

                      

                      

                        
∗

                      

                    

                    
−

                    

                      
D

                      

                        
t

                        
−

                        
1

                      

                    

                  

                  
)

                

              

            

            

              

              

                

                
=

                

                  
D

                  

                    
t

                    
−

                    
1

                  

                

                
+

                
ρ

                
⋅

                

                  
(

                  

                    
τ

                    
⋅

                    

                      
E

                      

                        
t

                      

                    

                    
−

                    

                      
D

                      

                        
t

                        
−

                        
1

                      

                    

                  

                  
)

                

              

            

            

              

              

                

                
=

                
ρ

                
⋅

                
τ

                
⋅

                

                  
E

                  

                    
t

                  

                

                
+

                
(

                
1

                
−

                
ρ

                
)

                
⋅

                

                  
D

                  

                    
t

                    
−

                    
1

                  

                

              

            

            

              

              

                

                
=

                
ρ

                
⋅

                

                  
D

                  

                    
t

                  

                  

                    
∗

                  

                

                
+

                
(

                
1

                
−

                
ρ

                
)

                
⋅

                

                  
D

                  

                    
t

                    
−

                    
1

                  

                

              

            

          

        

      

    

    
{\displaystyle {\begin{aligned}D_{t}&=D_{t-1}+\rho \cdot \left(D_{t}^{*}-D_{t-1}\right)\\&=D_{t-1}+\rho \cdot \left(\tau \cdot E_{t}-D_{t-1}\right)\\&=\rho \cdot \tau \cdot E_{t}+(1-\rho )\cdot D_{t-1}\\&=\rho \cdot D_{t}^{*}+(1-\rho )\cdot D_{t-1}\end{aligned}}}

  

```

où:
- {\displaystyle D_{t}} est le dividende par action à l'instant {\displaystyle t}
- {\displaystyle D_{t-1}} est le dividende par action à l'instant {\displaystyle (t-1)}, i.e. le dividende par action de l'année précédente
- {\displaystyle \rho } est la vitesse d'ajustement ou le coefficient d'ajustement, avec {\displaystyle 0\leq \rho \leq 1}
- {\displaystyle D_{t}^{*}} est le dividende par action cible à l'instant {\displaystyle t}, avec {\displaystyle D_{t}^{*}=\tau \cdot E_{t}}
- {\displaystyle \tau } est le ratio de distribution cible des bénéfices par action (ou du free-cash-flow par action), avec {\displaystyle 0\leq \tau \leq 1}
- {\displaystyle E_{t}} est le bénéfice par action (ou free-cash-flow par action) à l'instant {\displaystyle t}

En appliquant son modèle aux actions américaines, John Lintner a constaté que {\displaystyle \rho \simeq 30\%} et {\displaystyle \tau \simeq 50\%}. 

### Rendement et évaluation d'action
Dans le cas de prélèvement d'impôt à la source, on distingue le dividende brut (avant impôt) du dividende net (après impôt).
Pour les sociétés qui versent régulièrement des dividendes, on appelle rendement de l'action le ratio (exprimé en pourcentage) du dernier dividende annuel connu divisé par le cours de bourse actuel. Il se distingue de la rentabilité d'une action, qui tient-compte en sus des plus ou moins-values lors de la cession.
Le dividende est l'un des éléments utilisé dans l'évaluation d'action. Certaines sociétés ont une politique de dividendes élevés, distribuant une part importante de leur bénéfice, qui peut représenter un taux très significatif par rapport à la valorisation de l'action. On parle alors de « valeurs de rendement », par opposition aux « valeurs de croissance ». Elles ont pour corollaire une probabilité moins grande d'obtenir des plus-value, puisqu'à conditions identiques, la valeur de l'entreprise est diminuée du montant des dividendes versés.

### Statistiques
En 2024, les versements de dividendes ont atteint un nouveau record de 1.747 milliards de dollars, contre 1.661 milliards en 2023, selon l'étude annuelle du gérant Janus Henderson. Près de la moitié de la hausse totale des dividendes provient des valeurs financières, qui ont versé 434,8 milliards de dollars. Le plus gros payeur reste Microsoft (22 milliards de dollars), suivi par ExxonMobil (16,7 milliards de dollars). A noter que Saudi Aramco, qui a encore versé un dividende record de 124 milliards de dollars en 2024, est exclu du champ de l'étude en raison de la faible part de son capital flottant. En France, 68,8 milliards de dollars ont été versés, en hausse de 8,2 %.
Le versement de dividendes dans le monde a atteint un sommet historique (1,66 billion de dollars) en 2023, selon l’indice Janus Henderson Global Dividend (indice calculé à partir des 1 200 plus grandes entreprises du monde, représentant 90 % des dividendes mondiaux déclarés versés dans le monde). Selon l'ONG Oxfam, entre 2020 et 2024, les versements de dividendes mondiaux aux actionnaires ont augmenté 14 fois plus vite que les salaires des travailleurs, et ce record pourrait être dépassé en 2024, ce qui contribue à un fort accroissement des inégalités entre les riches et les pauvres. « Les dividendes versés aux riches actionnaires ont bondi de 45 % en termes réels entre 2020 et 2023, tandis que les salaires des travailleurs n’ont augmenté que de 3 % ».
En 2019, selon l'étude annuelle réalisée par Janus Henderson, les dividendes versés à l'échelle mondiale ont atteint un nouveau record à 1 425 milliards $, selon la dernière étude de Janus Henderson. Leur progression a été de 3,5 %, la plus faible depuis 2016. Aux États-Unis, 490 milliards $ ont été distribués (+6,8 %) ; au Japon : 86 milliards $ (+6,3 %) ; en Europe (hors Royaume-Uni) : 251 milliards $ (-2 %), dont 63,9 milliards $ en France.
En 2018, selon Janus Henderson, les entreprises cotées ont versé 1 370 milliards de dollars de dividendes dans le monde, montant en hausse de 9,3 % en un an et de 87 % depuis la création de cette étude en 2009 ; aux États-Unis, la politique fiscale de Donald Trump a incité les sociétés du S&P 500 à augmenter leur politique redistributive en 2018 (+8,1 % à 509,9 milliards). En 2018, les entreprises du CAC40 ont versé 57,4 G€ à leurs actionnaires, dont 10,9 G€ de rachats d'actions ; c'est la première année où ces distributions retrouvent leur niveau d'avant la crise de 2008.
En 2017, les 1200 plus grandes entreprises mondiales ont versé plus de 1 000 G€ (milliards d'euros) de dividendes à leurs actionnaires, en augmentation de 7,7 % sur l'année précédente.

### Comparaison avec le rachat d'actions
Toutes choses égales par ailleurs, le rachat d'actions est préférable au dividende lorsque le taux d'imposition des plus-values est plus faible que le taux d'imposition des dividendes.
| Pays               | Taux marginal maximum d'imposition des plus-values (2015) | Taux marginal maximum d'imposition des dividendes (2015) | Ecart de taux d'imposition |
| ------------------ | --------------------------------------------------------- | -------------------------------------------------------- | -------------------------- |
| Corée du Sud       | 0.0%                                                      | 35.4%                                                    | +35.4%                     |
| Belgique           | 0.0%                                                      | 25.0%                                                    | +25.0%                     |
| Pays-Bas           | 0.0%                                                      | 25.0%                                                    | +25.0%                     |
| Slovénie           | 0.0%                                                      | 25.0%                                                    | +25.0%                     |
| Suisse             | 0.0%                                                      | 21.1%                                                    | +21.1%                     |
| Luxembourg         | 0.0%                                                      | 20.0%                                                    | +20.0%                     |
| Irlande            | 33.0%                                                     | 51.0%                                                    | +18.0%                     |
| Turquie            | 0.0%                                                      | 17.5%                                                    | +17.5%                     |
| République tchèque | 0.0%                                                      | 15.0%                                                    | +15.0%                     |
| Canada             | 22.6%                                                     | 33.8%                                                    | +11.2%                     |
| France             | 34.4%                                                     | 44.0%                                                    | +9.6%                      |
| Mexique            | 10.0%                                                     | 17.1%                                                    | +7.1%                      |
| Nouvelle-Zélande   | 0.0%                                                      | 6.9%                                                     | +6.9%                      |
| Israël             | 25.0%                                                     | 30.0%                                                    | +5.0%                      |
| Australie          | 24.5%                                                     | 27.1%                                                    | +2.6%                      |
| Chili              | 20.0%                                                     | 22.6%                                                    | +2.6%                      |
| Royaume-Uni        | 28.0%                                                     | 30.6%                                                    | +2.6%                      |
| Allemagne          | 25.0%                                                     | 26.4%                                                    | +1.4%                      |
| Danemark           | 42.0%                                                     | 42.0%                                                    | 0.0%                       |
| Suède              | 30.0%                                                     | 30.0%                                                    | 0.0%                       |
| États-Unis         | 28.6%                                                     | 28.6%                                                    | 0.0%                       |
| Portugal           | 28.0%                                                     | 28.0%                                                    | 0.0%                       |
| Norvège            | 27.0%                                                     | 27.0%                                                    | 0.0%                       |
| Italie             | 26.0%                                                     | 26.0%                                                    | 0.0%                       |
| Autriche           | 25.0%                                                     | 25.0%                                                    | 0.0%                       |
| Japon              | 20.3%                                                     | 20.3%                                                    | 0.0%                       |
| Islande            | 20.0%                                                     | 20.0%                                                    | 0.0%                       |
| Pologne            | 19.0%                                                     | 19.0%                                                    | 0.0%                       |
| Hongrie            | 16.0%                                                     | 16.0%                                                    | 0.0%                       |
| Espagne            | 27.0%                                                     | 24.0%                                                    | -3.0%                      |
| Finlande           | 33.0%                                                     | 28.1%                                                    | -4.9%                      |
| Grèce              | 15.0%                                                     | 10.0%                                                    | -5.0%                      |
| Estonie            | 21.0%                                                     | 0.0%                                                     | -21.0%                     |
| Slovaquie          | 25.0%                                                     | 0.0%                                                     | -25.0%                     |

## Aspects juridiques

### Droit canadien
Dans la Loi canadienne sur les sociétés par actions, les règles principales sur la déclaration et le paiement de dividendes sont aux articles 42 et 43 LCSA. Dans la Loi sur les sociétés par actions du Québec, les articles 103 à 105 LSA traitent du même sujet. Au Canada, ce sont ordinairement les membres du conseil d'administration qui décident les distributions de dividendes, sauf convention unanime des actionnaires ou disposition contraire des statuts.

### Droit français
Le versement d'un dividende, même en cas de bénéfice, n'est pas automatique et relève d'une décision de l'assemblée générale des actionnaires. En France, l'article L232-11 du code de commerce permet à l'assemblée générale de distribuer sous forme de dividende toute somme faisant partie du bénéfice distribuable, sous réserve que les capitaux propres après distribution soient au moins égaux au capital social augmenté des réserves ne pouvant être statutairement ou légalement distribuées, comme les réserves légales, et exclusion faite d'éventuels écarts de ré-évaluation, non distribuables. La partie du bénéfice non versée en dividende est donc conservée dans l'entreprise et est comptabilisée au passif du bilan dans le compte réserve ou de report à nouveau. L'une des conséquences importantes de cette loi est la possibilité pour une entreprise de distribuer du dividende lors de pertes. Ceci permet à une entreprise ayant suffisamment de trésorerie de continuer à verser des dividendes.